# Karl von Schomberg
Karl von Schomberg, 2. Duke of Schomberg, (französisch Charles de Schomberg, 2. duc de Schomberg; * 5. August 1645 in ’s-Hertogenbosch; † 17. Oktober 1693 in Turin) war ein deutschstämmiger General im Dienst verschiedener Herren.
Er war der älteste Sohn von Friedrich von Schomberg. Er kam mit diesem aus dem französischen als Generalmajor in den brandenburgischen Dienst, in dem er am 30. Oktober 1687 Gouverneur von Magdeburg und am 25. Oktober 1689 Generalleutnant wurde. 1688 wurde für ihn aus Teilen der Regimenter Nr. 7 und Nr. 9 das Infanterie-Regiment Nr. 20 errichtet.
Er begleitete wie sein älterer Bruder Meinhard den Vater nach England, verließ dann den brandenburgischen Dienst, kämpfte mit den Truppen der gegen Frankreich verbündeten Staaten 1691 bis 1693 in Italien und starb an seiner am 4. Oktober 1693 in der Schlacht bei Marsaglia erhaltenen Wunde.
Als sein Vater 1690 fiel, erbte er dessen zur Peerage of England gehörigen Titel Duke of Schomberg. Als er selbst 1693 fiel, ging der Titel an seinen Bruder Meinhard.